# Émilie Plateau
Émilie Plateau, née le 26 mai 1984, est une autrice de bande dessinée française.

## Biographie
Après des études à l'École supérieure des Beaux-Arts de Montpellier, Émilie Plateau produit quelques bandes dessinées fanzines auto-édités. 
Elle réalise plusieurs ouvrages basés sur ses expériences personnelles : Moi non plus sur la sortie d'une relation toxique aux éditions Misma, De l'autre coté, sur son expérience à Montréal,  ou Comme Un Plateau, décrivant son arrivée et son adaptation à la Belgique, édités tous les deux chez 6 Pieds sous terre, 
Elle  réalise la bande dessinée Noire, la vie méconnue de Claudette Colvin aux éditions Dargaud, en janvier 2019. 
Cette bande dessinée est inspirée de la vie de Claudette Colvin, une afro-américaine dont la vie fut d'abord racontée en France par la journaliste et essayiste Tania de Montaigne. Le graphisme minimaliste de Plateau permet alors d'illustrer en pudeur la ségrégation raciale vécue par cette jeune femme américaine, dont l'expérience dans un bus rappelle celle de Rosa Parks,.
La BD est nommée aux Eisner Awards 2020.
En 2022, Emilie Plateau reçoit le Prix Atomium de la Fédération Wallonie-Bruxelles pour l'ensemble de son oeuvre. 

## Publications (hors fanzines et auto-éditions)
- Comme un plateau, 6 Pieds sous terre, 2012 (à ne pas confondre avec le fanzine du même nom, qui en est en quelque sorte le prémisse) (ISBN 978-2-35212-092-6)
- De l'autre côté, à Montréal, 6 Pieds sous terre, 2014 (ISBN 978-2-35212-111-4)
- Moi non plus, Misma, 2015 (ISBN 978-2-916254-42-5)
- Noire, la vie méconnue de Claudette Colvin, Dargaud, 2019  (ISBN 978-2-205-07925-8)
- L'épopée infernale : le livre dont vous êtes l'héroïne, Misma, 2021  (ISBN 978-2-916254-89-0)
- Vivian Maier, Dargaud, 2024  (ISBN 978-2-205079-25-8)

## Distinctions
- 2020 : Prix Andersen de la meilleure BD (Italie) et Prix collégien du Festival BD de Colomiers pour Noire, la vie méconnue de Claudette Colvin[9].
- 2022 : Prix Atomium de la Fédération Wallonie-Bruxelles pour l'ensemble de son oeuvre.